# Соледади (Риу-Гранди-ду-Сул)
Соледади (порт. Soledade) — муниципалитет в Бразилии, входит в штат Риу-Гранди-ду-Сул. Составная часть мезорегиона Северо-запад штата Риу-Гранди-ду-Сул. Входит в экономико-статистический микрорегион Соледади. Население составляет 30 901 человек на 2006 год. Занимает площадь 1 213,410 км². Плотность населения — 25,5 чел./км².

## История
Город основан 29 марта 1875 года.

## Статистика
- Валовой внутренний продукт на 2003 составляет 213.787.139,00 реалов (данные: Бразильский институт географии и статистики).
- Валовой внутренний продукт на душу населения на 2003 составляет 7.041,04 реалов (данные: Бразильский институт географии и статистики).
- Индекс развития человеческого потенциала на 2000 составляет 0,798 (данные: Программа развития ООН).

## География
Климат местности: субтропический.